# Robert Walker Macbeth
Robert Walker Macbeth (Glasgow, 1848 – Londres, 1910) est un peintre, aquarelliste et graveur britannique, spécialisé dans les pastorales.
Il a notamment cofondé la Royal Society of Painter-Etchers en 1880.
Son père est le peintre Norman Macbeth et sa nièce l'écrivaine Ann Macbeth. Son frère Henry Macbeth (1860–1947) est aussi un artiste, membre de la Royal Academy.

## Biographie
Robert Walker Macbeth est né le 30 septembre 1848 à Glasgow,. Il est l'un des six enfants du peintre Norman Macbeth et de Mary Walker.
Il étudie l'art à la Royal Scottish Academy puis part continuer ses études à Londres en 1871. Il rejoint rapidement l'équipe d'artistes de la revue The Graphic,.
À partir de 1871, Macbeth expose à la Royal Academy, à la Royal Society of Portrait Painters, à la Grosvenor Gallery (en), à la New Gallery et à la Fine Art Society, à Londres. Il expose aussi en province, à Royal Birmingham Society of Artists (en) (Birmingham), à la Royal Scottish Academy (Édimbourg), au Royal Glasgow Institute of the Fine Arts (Glasgow), à la Walker Art Gallery (Liverpool) et à la Manchester Art Gallery.
En 1871, Macbeth devient un membre associé de la Royal Watercolour Society (il devient un membre associé en 1874 puis complet en 1901). En 1880, il est l'un des membres fondateurs de la Royal Society of Painter-Etchers (RE) et en devient un membre honoraire en 1909. En 1882, il est élu membre de la Royal Institute of Painters in Water Colours (en) et en 1883, il est élu membre de la Royal Institute of Oil Painters et membre associé de la Royal Academy, dont il devient un membre complet en 1903. Il est par ailleurs membre de The Arts Club (en) de 1876 à 1906.
Quelques eux-fortes ont été produites et publiées à Paris entre 1877 et 1882 : par François Lienard, dans la revue L'Art et par la Veuve Cadart.
Le 9 août 1887, il se marie avec Lydia Esther Bates, avec qui il a une fille, Phillis Macbeth, plus connue sous son nom d'actrice, Lydia Bilbrook (en). Cependant, certaines théories en font en réalité la fille biologique de l'acteur Herbert Beerbohm Tree.
Robert Walker Macbeth meurt à Golders Green, au nord de Londres, le 1er novembre 1910.

## Œuvre
Il produit des scènes de genre réalistes et des paysages bucoliques de la campagne du Lincolnshire et du Somerset. Macbeth est influencé par l'œuvre de George Hemming Mason (en) et Frederick Walker (en), et est assez populaire en son temps, aussi bien comme peintre que graveur.
Son The Cast Shoe a été acheté par le Francis Leggatt Chantrey et est aujourd'hui conservé au Tate Britain. En 1895, il réalise une peinture murale intitulée Opening of the Royal Exchange by Her Majesty Queen Victoria, 28th October 1844, aujourd'hui exposée au Royal Exchange à Londres.
Parmi ses œuvres les plus connues, Dunster Castle (1895), The End of a Good Day (1897) et Naval Manœuvres (1899).

Choix de peintures de Robert Walker Macbeth
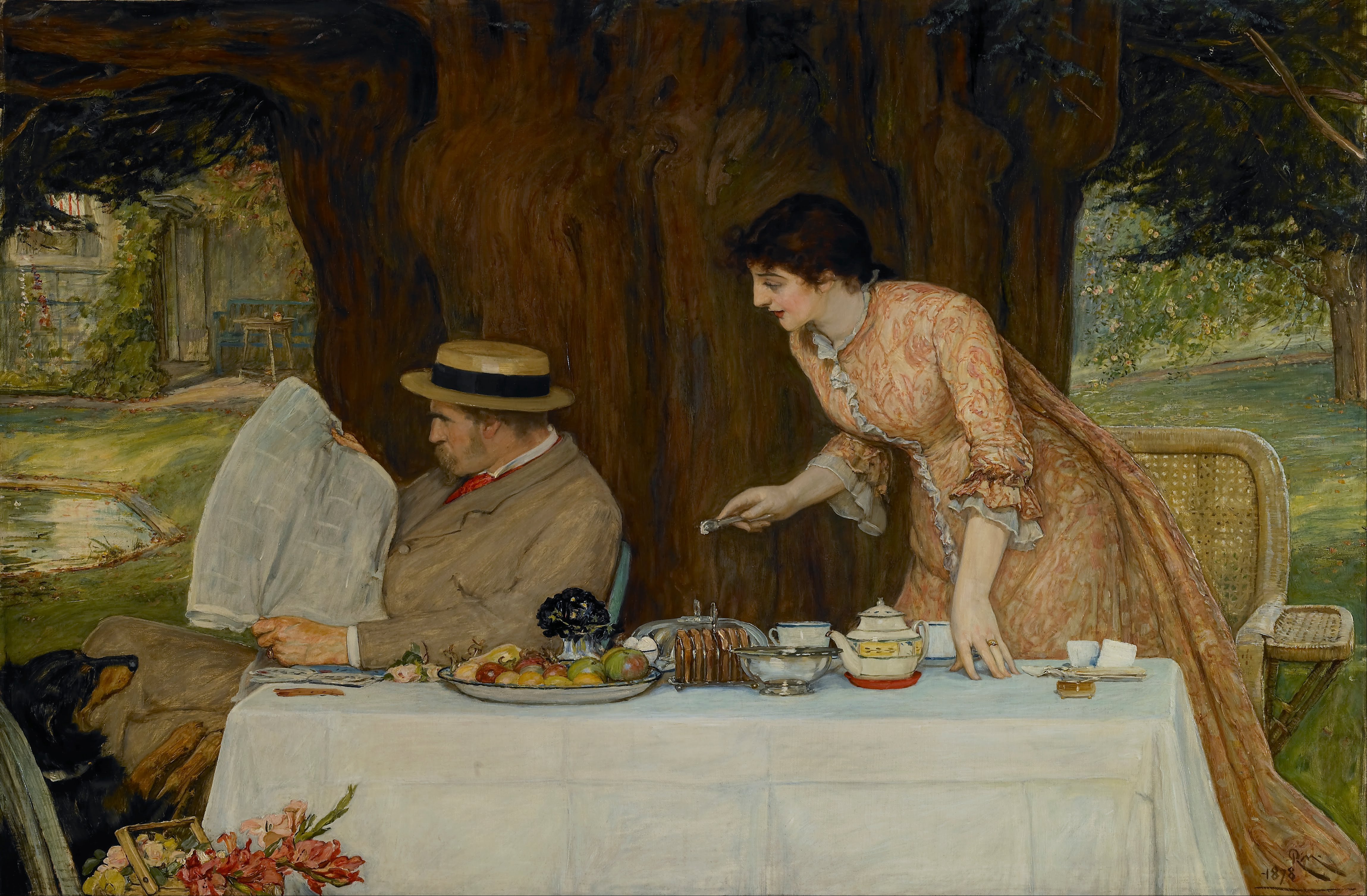
Our First Tiff (1878)
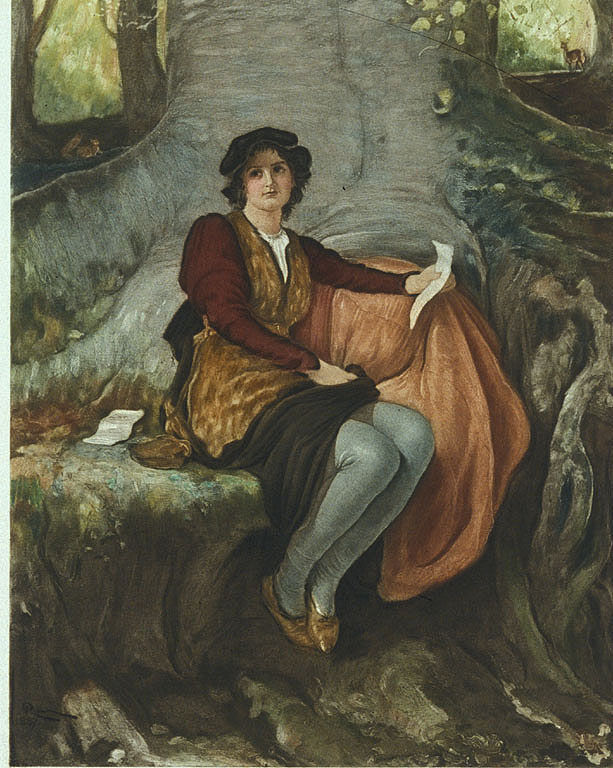
Fair Rosalind (1888)
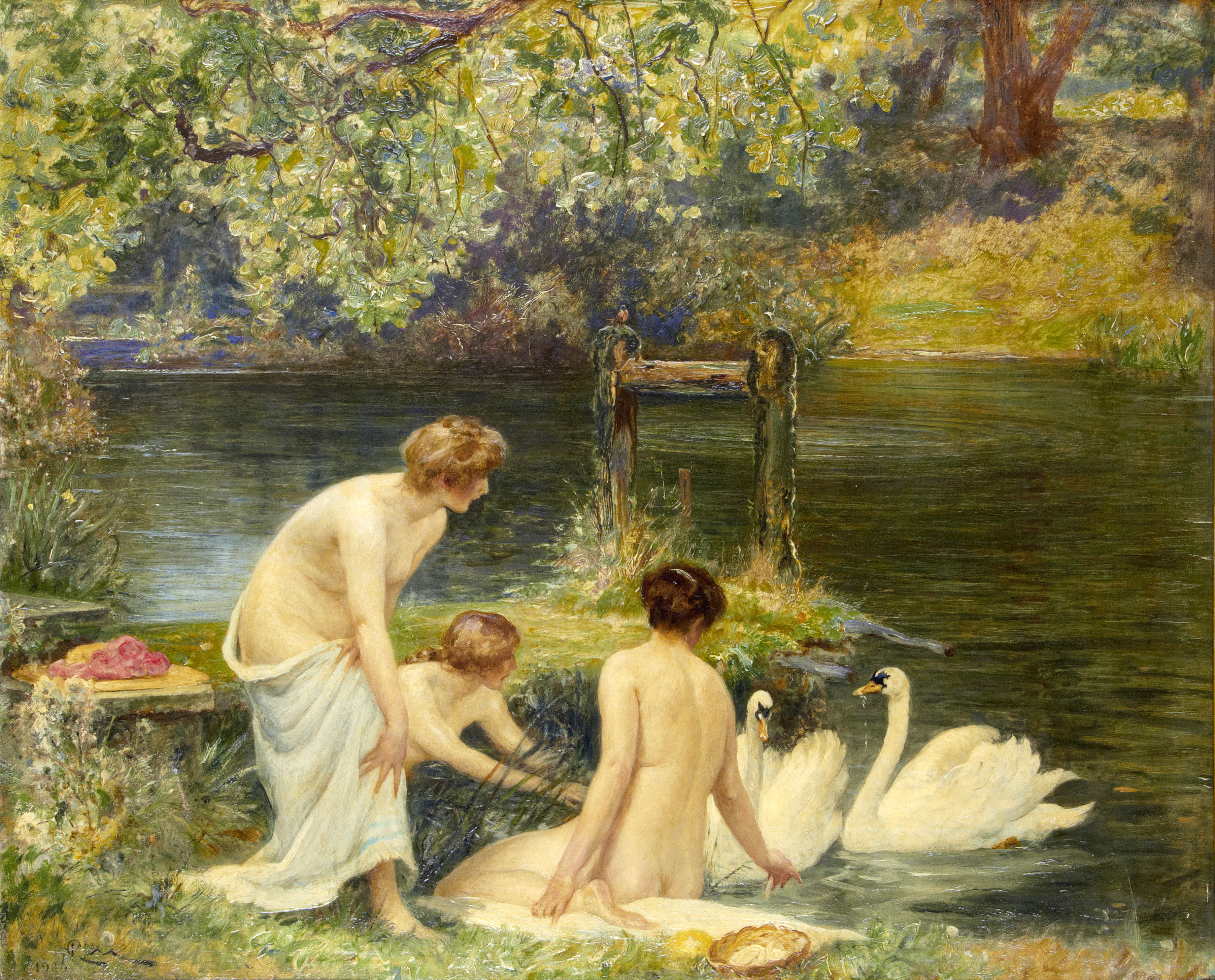
A Summer Morning (1906)

Choix d'eaux-fortes de Robert Walker Macbeth
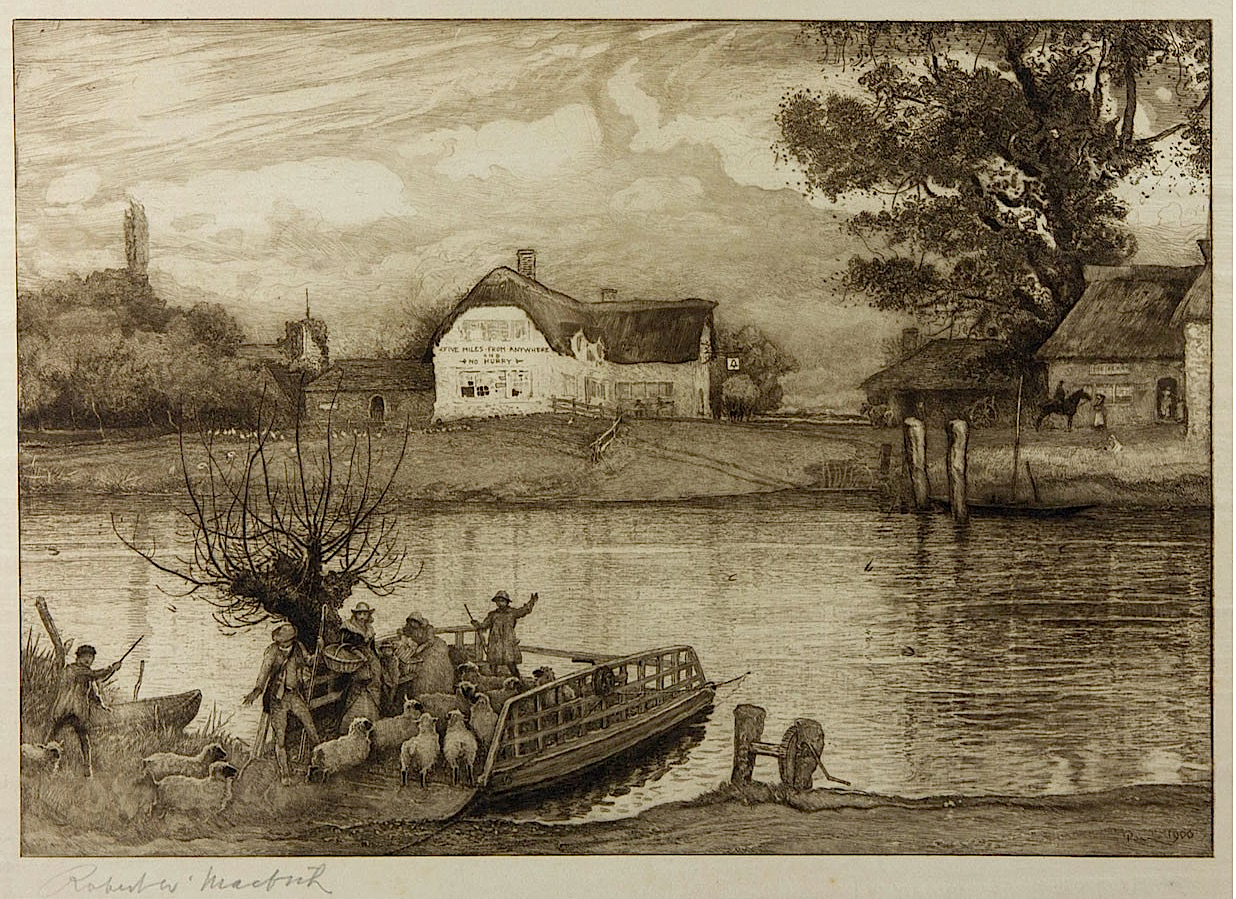
The Ferry (1880)
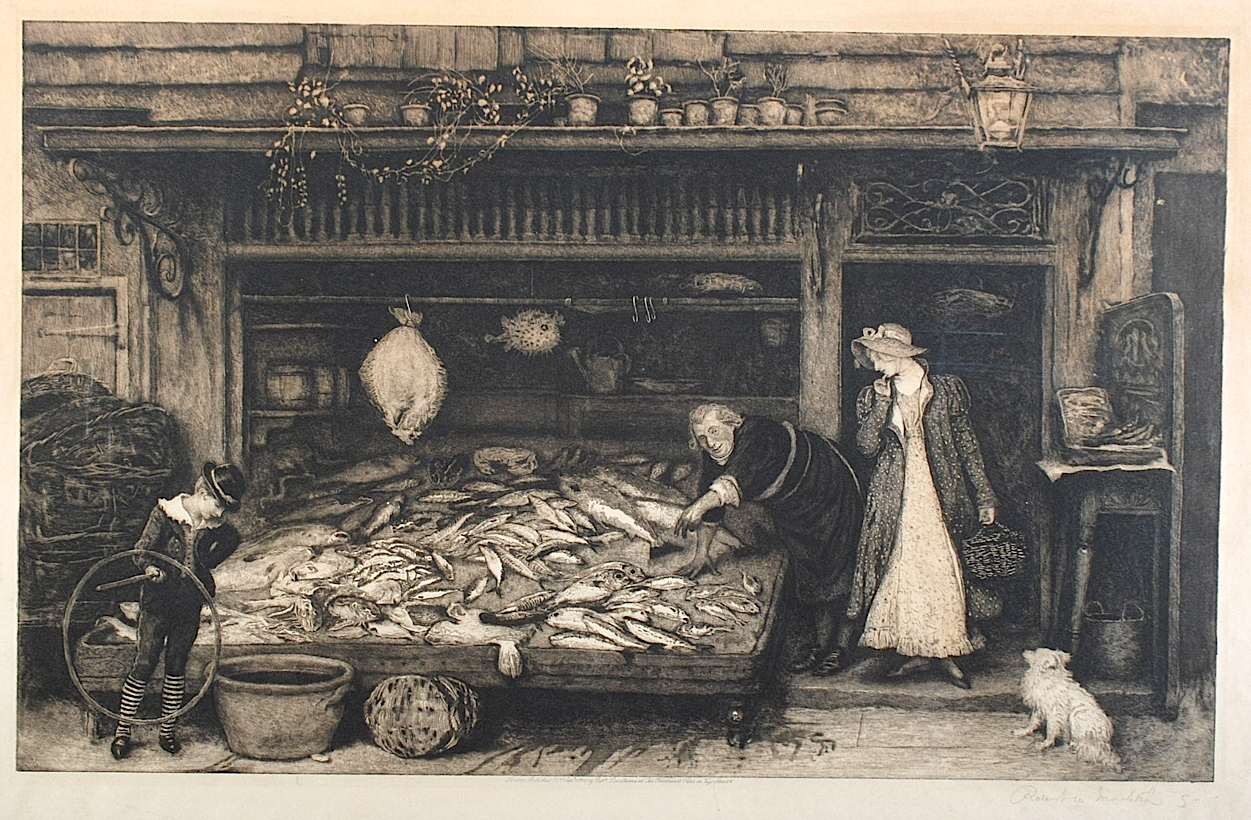
The Fishmonger's Shop (1886, British Museum)